# БМ-30 "Смерч"
Реактивната система за залпов огън БМ-30 „Смерч“ (РСЗО БМ-30 „Смерч“), калибър 300 mm, е приета на въоръжение в Съветската армия през 1987 г. Разработена е в Конструкторско бюро „Сплав“ в гр. Тула. Руски индекс на системата – 9К58, на бойната машина – 9А52-2. По НАТО код – M1983.

## Предназначение
РСЗО БМ-30 „Смерч“ е предназначена за унищожаване на пускови установки на тактически ракети, укрепени пунктове, артилерийски позиции и струпвания на жива сила и бойна техника на противника.